# Lijst van bewindslieden voor de VVD
Dit is een lijst van bewindslieden voor de VVD. Het betreft alle politici die voor de Volkspartij voor Vrijheid en Democratie minister of staatssecretaris in een Nederlands kabinet zijn geweest.
| Ambtsbekleders                                                        | Ambtsbekleders                         | Ambtsbekleders                                         | Functie(s)                                                                  | Periode                              | Kabinetten       |
| --------------------------------------------------------------------- | -------------------------------------- | ------------------------------------------------------ | --------------------------------------------------------------------------- | ------------------------------------ | ---------------- |
|                                                                       | G.M.V. (Gijs) van Aardenne             | drs. G.M.V. (Gijs) van Aardenne (1930–1995)            | Minister van Economische Zaken                                              | 19 december 1977 – 11 september 1981 | Van Agt I        |
| 4 november 1982 – 14 juli 1986                                        | G.M.V. (Gijs) van Aardenne             | drs. G.M.V. (Gijs) van Aardenne (1930–1995)            | Minister van Economische Zaken                                              | Lubbers I                            |                  |
| 4 november 1982 – 14 juli 1986                                        | G.M.V. (Gijs) van Aardenne             | drs. G.M.V. (Gijs) van Aardenne (1930–1995)            | Vicepremier                                                                 | Lubbers I                            |                  |
|                                                                       | J.J. (Jozias) van Aartsen              | J.J. (Jozias) van Aartsen (1947)                       | Minister van Landbouw, Natuurbeheer en Visserij                             | 22 augustus 1994 – 3 augustus 1998   | Kok I            |
| Minister van Buitenlandse Zaken                                       | J.J. (Jozias) van Aartsen              | J.J. (Jozias) van Aartsen (1947)                       | 3 augustus 1998 – 22 juli 2002                                              | Kok II                               |                  |
|                                                                       | M.A.M. (Micky) Adriaansens             | mr.drs. M.A.M. (Micky) Adriaansens (1964)              | Minister van Economische Zaken en Klimaat                                   | 10 januari 2022 – 2 juli 2024        | Rutte IV         |
|                                                                       | T. (Tamara) van Ark                    | drs. T. (Tamara) van Ark (1974)                        | Staatssecretaris van Sociale Zaken en Werkgelegenheid                       | 26 oktober 2017 – 9 juli 2020        | Rutte III        |
| Minister voor Medische Zorg                                           | T. (Tamara) van Ark                    | drs. T. (Tamara) van Ark (1974)                        | 9 juli 2020 – 3 september 2021                                              |                                      | Rutte III        |
|                                                                       | S.J. (Sidney) van den Bergh            | S.J. (Sidney) van den Bergh (1898–1977)                | Minister van Defensie                                                       | 19 mei 1959 – 1 augustus 1959        | De Quay          |
|                                                                       | K.H. (Has) Beyen                       | mr. K.H. (Has) Beyen (1923–2002)                       | Staatssecretaris van Economische Zaken                                      | 9 januari 1978 – 11 september 1981   | Van Agt I        |
|                                                                       | F. (Frits) Bolkestein                  | mr.drs. F. (Frits) Bolkestein (1933–2025)              | Staatssecretaris van Economische Zaken                                      | 4 november 1982 – 14 juli 1986       | Lubbers I        |
| Minister van Defensie                                                 | F. (Frits) Bolkestein                  | mr.drs. F. (Frits) Bolkestein (1933–2025)              | 24 september 1988 – 7 november 1989                                         | Lubbers II                           |                  |
|                                                                       | S.A. (Stef) Blok                       | drs. S.A. (Stef) Blok (1964)                           | Minister voor Wonen en Rijksdienst                                          | 5 november 2012 – 27 januari 2017    | Rutte II         |
| Minister van Veiligheid en Justitie                                   | S.A. (Stef) Blok                       | drs. S.A. (Stef) Blok (1964)                           | 27 januari 2017 – 26 oktober 2017                                           |                                      | Rutte II         |
| Minister van Buitenlandse Zaken                                       | S.A. (Stef) Blok                       | drs. S.A. (Stef) Blok (1964)                           | 7 maart 2018 – 25 mei 2021                                                  | Rutte III                            |                  |
| Minister van Economische Zaken en Klimaat                             | S.A. (Stef) Blok                       | drs. S.A. (Stef) Blok (1964)                           | 25 mei 2021 – 10 januari 2022                                               | Rutte III                            |                  |
|                                                                       | R.P. (Ruben) Brekelmans MPA, MSc       | R.P. (Ruben) Brekelmans MPA, MSc (1986)                | Minister van Defensie                                                       | 2 juli 2024 – heden                  | Schoof           |
|                                                                       | A. (Ankie) Broekers-Knol               | mr. A. (Ankie) Broekers-Knol (1946)                    | Staatssecretaris van Justitie en Veiligheid                                 | 11 juli 2019 – 10 januari 2022       | Rutte III        |
|                                                                       | B.J. (Bruno) Bruins                    | mr.drs. B.J. (Bruno) Bruins (1963)                     | Staatssecretaris van Onderwijs, Cultuur en Wetenschap                       | 29 juni 2006 – 22 februari 2007      | Balkenende II    |
| Balkenende III                                                        | B.J. (Bruno) Bruins                    | mr.drs. B.J. (Bruno) Bruins (1963)                     | Staatssecretaris van Onderwijs, Cultuur en Wetenschap                       | 29 juni 2006 – 22 februari 2007      |                  |
| Minister voor Medische Zorg                                           | B.J. (Bruno) Bruins                    | mr.drs. B.J. (Bruno) Bruins (1963)                     | 26 oktober 2017 – 19 maart 2020                                             | Rutte III                            |                  |
|                                                                       | E. (Eric) van der Burg                 | E. (Eric) van der Burg (1965)                          | Staatssecretaris van Justitie en Veiligheid                                 | 10 januari 2022 – 2 juli 2024        | Rutte IV         |
|                                                                       | D.J.D. (Dick) Dees                     | drs. D.J.D. (Dick) Dees (1944)                         | Staatssecretaris van Welzijn, Volksgezondheid en Cultuur                    | 14 juli 1986 – 7 november 1989       | Lubbers II       |
|                                                                       | S. (Sander) Dekker                     | drs. S. (Sander) Dekker (1975)                         | Staatssecretaris van Onderwijs, Cultuur en Wetenschap                       | 5 november 2012 – 26 oktober 2017    | Rutte II         |
| Minister voor Rechtsbescherming                                       | S. (Sander) Dekker                     | drs. S. (Sander) Dekker (1975)                         | 26 oktober 2017 – 10 januari 2022                                           | Rutte III                            |                  |
|                                                                       | S.M. (Sybilla) Dekker                  | S.M. (Sybilla) Dekker (1942)                           | Minister van Volkshuisvesting, Ruimtelijke Ordening en Milieubeheer         | 23 mei 2003 – 21 september 2006      | Balkenende II    |
| Balkenende III                                                        | S.M. (Sybilla) Dekker                  | S.M. (Sybilla) Dekker (1942)                           | Minister van Volkshuisvesting, Ruimtelijke Ordening en Milieubeheer         | 23 mei 2003 – 21 september 2006      |                  |
|                                                                       | K.H.D.M. (Klaas) Dijkhoff              | mr.dr. K.H.D.M. (Klaas) Dijkhoff (1981)                | Staatssecretaris van Veiligheid en Justitie                                 | 20 maart 2015 – 4 oktober 2017       | Rutte II         |
| Minister van Defensie                                                 | K.H.D.M. (Klaas) Dijkhoff              | mr.dr. K.H.D.M. (Klaas) Dijkhoff (1981)                | 4 oktober 2017 – 26 oktober 2017                                            |                                      | Rutte II         |
|                                                                       | H.F. (Hans) Dijkstal                   | H.F. (Hans) Dijkstal (1943–2010)                       | Minister van Binnenlandse Zaken                                             | 22 augustus 1994 – 3 augustus 1998   | Kok I            |
| Vicepremier                                                           | H.F. (Hans) Dijkstal                   | H.F. (Hans) Dijkstal (1943–2010)                       |                                                                             | 22 augustus 1994 – 3 augustus 1998   | Kok I            |
|                                                                       | W.F. (Wim) van Eekelen                 | dr. W.F. (Wim) van Eekelen (1931–2025)                 | Staatssecretaris van Defensie                                               | 20 januari 1978 – 11 september 1981  | Van Agt I        |
| Staatssecretaris van Buitenlandse Zaken                               | W.F. (Wim) van Eekelen                 | dr. W.F. (Wim) van Eekelen (1931–2025)                 | 4 november 1982 – 14 juli 1986                                              | Lubbers I                            |                  |
| Minister van Defensie                                                 | W.F. (Wim) van Eekelen                 | dr. W.F. (Wim) van Eekelen (1931–2025)                 | 14 juli 1986 – 6 september 1988                                             | Lubbers II                           |                  |
|                                                                       | A.J. (Albert-Jan) Evenhuis             | A.J. (Albert-Jan) Evenhuis (1941–2011)                 | Staatssecretaris van Economische Zaken                                      | 14 juli 1986 – 30 juni 1989          | Lubbers II       |
|                                                                       | W.H. (Wim) Fockema Andreae             | mr. W.H. (Wim) Fockem Andreae (1909–1996)              | Staatssecretaris van Defensie                                               | 1 mei 1949 – 27 november 1950        | Drees–Van Schaik |
|                                                                       | W.J. (Molly) Geertsema                 | mr. W.J. (Molly) Geertsema (1918–1991)                 | Minister van Binnenlandse Zaken                                             | 6 juli 1971 – 11 mei 1973            | Biesheuvel I     |
| Vicepremier                                                           | W.J. (Molly) Geertsema                 | mr. W.J. (Molly) Geertsema (1918–1991)                 | Biesheuvel II                                                               | 6 juli 1971 – 11 mei 1973            |                  |
| Minister voor Surinaamse en Nederlands- Antilliaanse Zaken            | W.J. (Molly) Geertsema                 | mr. W.J. (Molly) Geertsema (1918–1991)                 | Biesheuvel II                                                               | 1 januari 1973 – 11 mei 1973         |                  |
|                                                                       | L. (Leendert) Ginjaar                  | dr. L. (Leendert) Ginjaar (1928–2003)                  | Minister van Volksgezondheid en Milieuhygiëne                               | 19 december 1977 – 11 september 1981 | Van Agt I        |
|                                                                       | N.J. (Nell) Ginjaar-Maas               | drs. N.J. (Nell) Ginjaar-Maas (1931–2012)              | Staatssecretaris van Onderwijs en Wetenschappen                             | 4 november 1982 – 7 november 1989    | Lubbers I        |
| Lubbers II                                                            | N.J. (Nell) Ginjaar-Maas               | drs. N.J. (Nell) Ginjaar-Maas (1931–2012)              | Staatssecretaris van Onderwijs en Wetenschappen                             | 4 november 1982 – 7 november 1989    |                  |
|                                                                       | J.Ch. (Jan) Gmelich Meijling           | drs. J.Ch. (Jan) Gmelich Meijling (1936–2012)          | Staatssecretaris van Defensie                                               | 22 augustus 1994 – 3 augustus 1998   | Kok I            |
|                                                                       | F.H.G. (Frank) de Grave                | mr. F.H.G. (Frank) de Grave (1955)                     | Staatssecretaris van Sociale Zaken en Werkgelegenheid                       | 2 juli 1996 – 3 augustus 1998        | Kok I            |
| Minister van Defensie                                                 | F.H.G. (Frank) de Grave                | mr. F.H.G. (Frank) de Grave (1955)                     | 3 augustus 1998 – 22 juli 2002                                              | Kok II                               |                  |
|                                                                       | M.G.J. (Mark) Harbers                  | M.G.J. (Mark) Harbers (1969)                           | Staatssecretaris van Justitie en Veiligheid                                 | 26 oktober 2017 – 21 mei 2019        | Rutte III        |
| Minister van Infrastructuur en Waterstaat                             | M.G.J. (Mark) Harbers                  | M.G.J. (Mark) Harbers (1969)                           | 10 januari 2022 – 2 juli 2024                                               | Rutte IV                             |                  |
|                                                                       | C. (Conny) Helder                      | C. (Conny) Helder (1958)                               | Minister voor Langdurige Zorg en Sport                                      | 10 januari 2022 – 2 juli 2024        | Rutte IV         |
|                                                                       | J.A. (Jeanine) Hennis-Plasschaert      | J.A. (Jeanine) Hennis- Plasschaert (1973)              | Minister van Defensie                                                       | 5 november 2012 – 4 oktober 2017     | Rutte II         |
|                                                                       | E. (Eelco) Heinen                      | E. (Eelco) Heinen MSc (1981)                           | Minister van Financiën                                                      | 2 juli 2024 – heden                  | Schoof           |
|                                                                       | L.M.L.H.A. (Loek) Hermans              | drs. L.M.L.H.A. (Loek) Hermans (1951)                  | Minister van Onderwijs, Cultuur en Wetenschap                               | 3 augustus 1998 – 22 juli 2002       | Kok II           |
|                                                                       | S.Th.M. (Sophie) Hermans               | drs. S.Th.M. (Sophie) Hermans (1981)                   | Minister van Klimaat en Groene Groei                                        | 2 juli 2024 – heden                  | Schoof           |
| Vicepremier                                                           | S.Th.M. (Sophie) Hermans               | drs. S.Th.M. (Sophie) Hermans (1981)                   |                                                                             | 2 juli 2024 – heden                  | Schoof           |
|                                                                       | W.K. (Willem) Hoekzema                 | drs. W.K. (Willem) Hoekzema (1939)                     | Staatssecretaris van Defensie                                               | 19 november 1982 – 14 juli 1986      | Lubbers I        |
|                                                                       | H.A.L. (Henk) van Hoof                 | H.A.L. (Henk) van Hoof (1947)                          | Staatssecretaris van Defensie                                               | 3 augustus 1998 – 22 juli 2002       | Kok II           |
| Staatssecretaris van Sociale Zaken en Werkgelegenheid                 | H.A.L. (Henk) van Hoof                 | H.A.L. (Henk) van Hoof (1947)                          | 17 juni 2004 – 22 februari 2007                                             | Balkenende II                        |                  |
| Staatssecretaris van Sociale Zaken en Werkgelegenheid                 | H.A.L. (Henk) van Hoof                 | H.A.L. (Henk) van Hoof (1947)                          | 17 juni 2004 – 22 februari 2007                                             | Balkenende III                       |                  |
|                                                                       | J.F. (Hans) Hoogervorst                | drs. J.F. (Hans) Hoogervorst (1956)                    | Staatssecretaris van Sociale Zaken en Werkgelegenheid                       | 3 augustus 1998 – 22 juli 2002       | Kok II           |
| Minister van Financiën                                                | J.F. (Hans) Hoogervorst                | drs. J.F. (Hans) Hoogervorst (1956)                    | 22 juli 2002 – 27 mei 2003                                                  | Balkenende I                         |                  |
| Minister van Economische Zaken                                        | J.F. (Hans) Hoogervorst                | drs. J.F. (Hans) Hoogervorst (1956)                    | 16 oktober 2002 – 27 mei 2003                                               | Balkenende I                         |                  |
| Minister van Volksgezondheid, Welzijn en Sport                        | J.F. (Hans) Hoogervorst                | drs. J.F. (Hans) Hoogervorst (1956)                    | 27 mei 2003 – 22 februari 2007                                              | Balkenende II                        |                  |
| Minister van Volksgezondheid, Welzijn en Sport                        | J.F. (Hans) Hoogervorst                | drs. J.F. (Hans) Hoogervorst (1956)                    | 27 mei 2003 – 22 februari 2007                                              | Balkenende III                       |                  |
|                                                                       | H.R. (Hans) van Houten                 | mr.dr. H.R. (Hans) van Houten (1907–1996)              | Staatssecretaris van Buitenlandse Zaken                                     | 24 augustus 1959 – 24 juli 1963      | De Quay          |
|                                                                       | A. (Annemarie) Jorritsma               | A. (Annemarie) Jorritsma (1950)                        | Minister van Verkeer en Waterstaat                                          | 22 augustus 1994 – 3 augustus 1998   | Kok I            |
| Minister van Economische Zaken                                        | A. (Annemarie) Jorritsma               | A. (Annemarie) Jorritsma (1950)                        | 3 augustus 1998 – 22 juli 2002                                              | Kok II                               |                  |
| Vicepremier                                                           | A. (Annemarie) Jorritsma               | A. (Annemarie) Jorritsma (1950)                        | 3 augustus 1998 – 22 juli 2002                                              | Kok II                               |                  |
|                                                                       | H.G.J. (Henk) Kamp                     | H.G.J. (Henk) Kamp (1952)                              | Minister van Volkshuisvesting, Ruimtelijke Ordening en Milieubeheer         | 22 juli 2002 – 27 mei 2003           | Balkenende I     |
| Minister van Defensie                                                 | H.G.J. (Henk) Kamp                     | H.G.J. (Henk) Kamp (1952)                              | 12 december 2002 – 22 februari 2007                                         |                                      | Balkenende I     |
| Minister van Defensie                                                 | H.G.J. (Henk) Kamp                     | H.G.J. (Henk) Kamp (1952)                              | 12 december 2002 – 22 februari 2007                                         | Balkenende II                        |                  |
| Minister van Defensie                                                 | H.G.J. (Henk) Kamp                     | H.G.J. (Henk) Kamp (1952)                              | 12 december 2002 – 22 februari 2007                                         | Balkenende III                       |                  |
| Minister van Sociale Zaken en Werkgelegenheid                         | H.G.J. (Henk) Kamp                     | H.G.J. (Henk) Kamp (1952)                              | 14 oktober 2010 – 5 november 2012                                           | Rutte I                              |                  |
| Minister van Economische Zaken                                        | H.G.J. (Henk) Kamp                     | H.G.J. (Henk) Kamp (1952)                              | 5 november 2012 – 26 oktober 2017                                           | Rutte II                             |                  |
| Minister van Defensie                                                 | H.G.J. (Henk) Kamp                     | H.G.J. (Henk) Kamp (1952)                              | 24 september 2021 – 10 januari 2022                                         | Rutte III                            |                  |
|                                                                       | A. (Annelien) Kappeyne van de Coppello | mr. A. (Annelien) Kappeyne van de Coppello (1936–1990) | Staatssecretaris van Sociale Zaken en Werkgelegenheid                       | 8 november 1982 – 14 juli 1986       | Lubbers I        |
|                                                                       |                                        | V.P.G. (Vincent) Karremans LLM, MSc (1986)             | Staatssecretaris van Volksgezondheid, Welzijn en Sport                      | 2 juli 2024 – heden                  | Schoof           |
|                                                                       | M.J. (Mike) Keyzer                     | M.J. (Mike) Keyzer (1911–1983)                         | Staatssecretaris van Verkeer en Waterstaat                                  | 22 oktober 1963 – 14 april 1965      | Marijnen         |
| 18 april 1967 – 6 juli 1971                                           | M.J. (Mike) Keyzer                     | M.J. (Mike) Keyzer (1911–1983)                         | Staatssecretaris van Verkeer en Waterstaat                                  | De Jong                              |                  |
|                                                                       | Ch.A. (Chris) van der Klaauw           | dr. Ch.A. (Chris) van der Klaauw (1924–2005)           | Minister van Buitenlandse Zaken                                             | 19 december 1977 – 11 september 1981 | Van Agt I        |
|                                                                       | H.E. (Henk) Koning                     | mr. H.E. (Henk) Koning (1933–2016)                     | Staatssecretaris van Binnenlandse Zaken                                     | 28 december 1977 – 11 september 1981 | Van Agt I        |
| Staatssecretaris van Financiën                                        | H.E. (Henk) Koning                     | mr. H.E. (Henk) Koning (1933–2016)                     | 4 november 1982 – 7 November 1989                                           | Lubbers I                            |                  |
| Staatssecretaris van Financiën                                        | H.E. (Henk) Koning                     | mr. H.E. (Henk) Koning (1933–2016)                     | 4 november 1982 – 7 November 1989                                           | Lubbers II                           |                  |
|                                                                       | R.W. (Rudolf) de Korte                 | dr. R.W. (Rudolf) de Korte (1936–2020)                 | Minister van Binnenlandse Zaken                                             | 12 maart 1986 – 14 juli 1986         | Lubbers I        |
| Minister van Economische Zaken                                        | R.W. (Rudolf) de Korte                 | dr. R.W. (Rudolf) de Korte (1936–2020)                 | 14 juli 1986 – 7 november 1989                                              | Lubbers II                           |                  |
| Vicepremier                                                           | R.W. (Rudolf) de Korte                 | dr. R.W. (Rudolf) de Korte (1936–2020)                 | 14 juli 1986 – 7 november 1989                                              | Lubbers II                           |                  |
|                                                                       | A.H. (Benk) Korthals                   | mr. A.H. (Benk) Korthals (1944)                        | Minister van Justitie                                                       | 3 augustus 1998 – 22 juli 2002       | Kok II           |
| Minister van Defensie                                                 | A.H. (Benk) Korthals                   | mr. A.H. (Benk) Korthals (1944)                        | 22 juli 2002 – 12 december 2002                                             | Balkenende I                         |                  |
|                                                                       | H.A. (Henk) Korthals                   | drs. H.A. (Henk) Korthals (1911–1976)                  | Minister van Verkeer en Waterstaat                                          | 19 mei 1959 – 24 juli 1963           | De Quay          |
| Minister voor Surinaamse en Nederlands- Antilliaanse Zaken            | H.A. (Henk) Korthals                   | drs. H.A. (Henk) Korthals (1911–1976)                  |                                                                             | 19 mei 1959 – 24 juli 1963           | De Quay          |
| Vicepremier                                                           | H.A. (Henk) Korthals                   | drs. H.A. (Henk) Korthals (1911–1976)                  |                                                                             | 19 mei 1959 – 24 juli 1963           | De Quay          |
|                                                                       | F. (Frits) Korthals Altes              | mr. F. (Frits) Korthals Altes (1931–2025)              | Minister van Justitie                                                       | 4 november 1982 – 7 november 1989    | Lubbers I        |
| Lubbers II                                                            | F. (Frits) Korthals Altes              | mr. F. (Frits) Korthals Altes (1931–2025)              | Minister van Justitie                                                       | 4 november 1982 – 7 november 1989    |                  |
|                                                                       | H.J. (Hans) de Koster                  | H.J. (Hans) de Koster (1914–1992)                      | Staatssecretaris van Buitenlandse Zaken                                     | 12 juni 1967 – 6 juli 1971           | De Jong          |
| Minister van Defensie                                                 | H.J. (Hans) de Koster                  | H.J. (Hans) de Koster (1914–1992)                      | 6 juli 1971 – 11 mei 1973                                                   | Biesheuvel I                         |                  |
| Minister van Defensie                                                 | H.J. (Hans) de Koster                  | H.J. (Hans) de Koster (1914–1992)                      | 6 juli 1971 – 11 mei 1973                                                   | Biesheuvel II                        |                  |
|                                                                       | P. (Paul) de Krom                      | drs. P. (Paul) de Krom (1963)                          | Staatssecretaris van Sociale Zaken en Werkgelegenheid                       | 14 oktober 2010 – 5 november 2012    | Rutte I          |
|                                                                       | H. (Harrie) Langman                    | mr.drs. H. (Harrie) Langman (1931–2016)                | Minister van Economische Zaken                                              | 6 juli 1971 – 11 mei 1973            | Biesheuvel I     |
| Biesheuvel II                                                         | H. (Harrie) Langman                    | mr.drs. H. (Harrie) Langman (1931–2016)                | Minister van Economische Zaken                                              | 6 juli 1971 – 11 mei 1973            |                  |
|                                                                       | R.L.O. (Robin) Linschoten              | R.L.O. (Robin) Linschoten (1956)                       | Staatssecretaris van Sociale Zaken en Werkgelegenheid                       | 22 augustus 1994 – 28 juni 1996      | Kok I            |
|                                                                       | Ch.A. (Christophe) van der Maat        | mr.drs. Ch.A. (Christophe) van der Maat (1980F)        | Staatssecretaris van Defensie                                               | 10 januari 2022 – 2 juli 2024        | Rutte IV         |
|                                                                       |                                        | drs. J.N.J. (Jurgen) Nobel (1988)                      | Staatssecretaris van Sociale Zaken en Werkgelegenheid                       | 2 juli 2024 – heden                  | Schoof           |
|                                                                       | A. (Atzo) Nicolaï                      | mr.drs. A. (Atzo) Nicolaï (1960–2020)                  | Staatssecretaris van Buitenlandse Zaken                                     | 22 juli 2002 – 7 juli 2006           | Balkenende I     |
| Balkenende II                                                         | A. (Atzo) Nicolaï                      | mr.drs. A. (Atzo) Nicolaï (1960–2020)                  | Staatssecretaris van Buitenlandse Zaken                                     | 22 juli 2002 – 7 juli 2006           |                  |
| Minister voor Bestuurlijke Vernieuwing en Koninkrijksrelaties         | A. (Atzo) Nicolaï                      | mr.drs. A. (Atzo) Nicolaï (1960–2020)                  | 7 juli 2006 – 22 februari 2007                                              | Balkenende III                       |                  |
|                                                                       | C. (Cora) van Nieuwenhuizen            | drs. C. (Cora) van Nieuwenhuizen (1963)                | Minister van Infrastructuur en Waterstaat                                   | 26 October 2017 – 31 augustus 2021   | Rutte III        |
|                                                                       | E.H.Th.M. (Ed) Nijpels                 | drs. E.H.Th.M. (Ed) Nijpels (1950)                     | Minister van Volkshuisvesting, Ruimtelijke Ordening en Milieubeheer         | 14 juli 1986 – 7 november 1989       | Lubbers II       |
|                                                                       | A.D.S.M. (Annette) Nijs                | drs. A.D.S.M. (Annette) Nijs (1961)                    | Staatssecretaris van Onderwijs, Cultuur en Wetenschap                       | 22 juli 2002 – 9 juni 2004           | Balkenende I     |
| Balkenende II                                                         | A.D.S.M. (Annette) Nijs                | drs. A.D.S.M. (Annette) Nijs (1961)                    | Staatssecretaris van Onderwijs, Cultuur en Wetenschap                       | 22 juli 2002 – 9 juni 2004           |                  |
|                                                                       | I.W. (Ivo) Opstelten                   | mr. I.W. (Ivo) Opstelten (1944)                        | Minister van Veiligheid en Justitie                                         | 14 oktober 2010 – 10 maart 2015      | Rutte I          |
| Rutte II                                                              | I.W. (Ivo) Opstelten                   | mr. I.W. (Ivo) Opstelten (1944)                        | Minister van Veiligheid en Justitie                                         | 14 oktober 2010 – 10 maart 2015      |                  |
|                                                                       | A. (Arie) Pais                         | dr. A. (Arie) Pais (1930–2022)                         | Minister van Onderwijs en Wetenschappen                                     | 19 december 1977 – 11 september 1981 | Van Agt I        |
|                                                                       |                                        | mr. M. (Michiel) Patijn (1942)                         | Staatssecretaris van Buitenlandse Zaken                                     | 22 augustus 1994 – 3 augustus 1998   | Kok I            |
|                                                                       | M.L.J. (Mariëlle) Paul                 | drs. M.L.J. (Mariëlle) Paul (1966)                     | Minister voor Primair- en Voortgezet Onderwijs                              | 21 juli 2023 – 2 juli 2024           | Rutte IV         |
| Staatssecretaris van Onderwijs, Cultuur en Wetenschap                 | M.L.J. (Mariëlle) Paul                 | drs. M.L.J. (Mariëlle) Paul (1966)                     | 2 juli 2024 – heden                                                         | Schoof                               |                  |
|                                                                       | J.W. (Johan) Remkes                    | J.W. (Johan) Remkes (1951)                             | Staatssecretaris van Volkshuisvesting, Ruimtelijke Ordening en Milieubeheer | 3 augustus 1998 – 22 juli 2002       | Kok II           |
| Minister van Binnenlandse Zaken en Koninkrijksrelaties                | J.W. (Johan) Remkes                    | J.W. (Johan) Remkes (1951)                             | 22 juli 2002 – 22 februari 2007                                             | Balkenende I                         |                  |
| Minister van Binnenlandse Zaken en Koninkrijksrelaties                | J.W. (Johan) Remkes                    | J.W. (Johan) Remkes (1951)                             | 22 juli 2002 – 22 februari 2007                                             | Balkenende II                        |                  |
| Minister van Binnenlandse Zaken en Koninkrijksrelaties                | J.W. (Johan) Remkes                    | J.W. (Johan) Remkes (1951)                             | 22 juli 2002 – 22 februari 2007                                             | Balkenende III                       |                  |
| Vicepremier                                                           | J.W. (Johan) Remkes                    | J.W. (Johan) Remkes (1951)                             | 22 juli 2002 – 27 mei 2003                                                  | Balkenende I                         |                  |
|                                                                       | J.G. (Koos) Rietkerk                   | mr. J.G. (Koos) Rietkerk (1927–1986)                   | Staatssecretaris van Sociale Zaken                                          | 28 juli 1971 – 23 april 1973         | Biesheuvel I     |
| Biesheuvel II                                                         | J.G. (Koos) Rietkerk                   | mr. J.G. (Koos) Rietkerk (1927–1986)                   | Staatssecretaris van Sociale Zaken                                          | 28 juli 1971 – 23 april 1973         |                  |
| Minister van Binnenlandse Zaken                                       | J.G. (Koos) Rietkerk                   | mr. J.G. (Koos) Rietkerk (1927–1986)                   | 4 november 1982 – 20 februari 1986                                          | Lubbers I                            |                  |
|                                                                       | U. (Uri) Rosenthal                     | dr. U. (Uri) Rosenthal (1945)                          | Minister van Buitenlandse Zaken                                             | 14 oktober 2010 – 5 november 2012    | Rutte I          |
|                                                                       | M. (Mark) Rutte                        | drs. M. (Mark) Rutte (1967)                            | Staatssecretaris van Sociale Zaken en Werkgelegenheid                       | 22 juli 2002 – 17 juni 2004          | Balkenende I     |
| Balkenende II                                                         | M. (Mark) Rutte                        | drs. M. (Mark) Rutte (1967)                            | Staatssecretaris van Sociale Zaken en Werkgelegenheid                       | 22 juli 2002 – 17 juni 2004          |                  |
| Staatssecretaris van Onderwijs, Cultuur en Wetenschap                 | M. (Mark) Rutte                        | drs. M. (Mark) Rutte (1967)                            | 17 juni 2004 – 27 juni 2006                                                 |                                      |                  |
| Minister-president                                                    | M. (Mark) Rutte                        | drs. M. (Mark) Rutte (1967)                            | 14 oktober 2010 – 2 juli 2024                                               | Rutte I                              |                  |
| Minister-president                                                    | M. (Mark) Rutte                        | drs. M. (Mark) Rutte (1967)                            | 14 oktober 2010 – 2 juli 2024                                               | Rutte II                             |                  |
| Minister-president                                                    | M. (Mark) Rutte                        | drs. M. (Mark) Rutte (1967)                            | 14 oktober 2010 – 2 juli 2024                                               | Rutte III                            |                  |
| Minister-president                                                    | M. (Mark) Rutte                        | drs. M. (Mark) Rutte (1967)                            | 14 oktober 2010 – 2 juli 2024                                               | Rutte IV                             |                  |
|                                                                       | J.F. (Jaap) Scherpenhuizen             | drs. J.F. (Jaap) Scherpenhuizen (1934–2012)            | Staatssecretaris van Verkeer en Waterstaat                                  | 8 november 1982 – 14 juli 1986       | Lubbers I        |
|                                                                       | E.I. (Edith) Schippers                 | drs. E.I. (Edith) Schippers (1964)                     | Minister van Volksgezondheid, Welzijn en Sport                              | 14 oktober 2010 – 26 oktober 2017    | Rutte I          |
| Rutte II                                                              | E.I. (Edith) Schippers                 | drs. E.I. (Edith) Schippers (1964)                     | Minister van Volksgezondheid, Welzijn en Sport                              | 14 oktober 2010 – 26 oktober 2017    |                  |
|                                                                       | E.M. (Eegje) Schoo                     | drs. E.M. (Eegje) Schoo (1944)                         | Minister voor Ontwikkelings- samenwerking                                   | 4 november 1982 – 14 juli 1986       | Lubbers I        |
|                                                                       | J.F. (Jo) Schouwenaar-Franssen         | drs. J.F. (Jo) Schouwenaar- Franssen (1909–1995)       | Minister van Maatschappelijk Werk                                           | 24 juli 1963 – 14 april 1965         | Marijnen         |
|                                                                       | E.N.A.J. (Liesje) Schreinemacher       | mr.drs. E.N.A.J. (Liesje) Schreinemacher (1983)        | Minister voor Buitenlandse Handel en Ontwikkelings- samenwerking            | 10 januari 2022 – 4 december 2023    | Rutte IV         |
| 15 april 2024 – 2 juli 2024                                           | E.N.A.J. (Liesje) Schreinemacher       | mr.drs. E.N.A.J. (Liesje) Schreinemacher (1983)        | Minister voor Buitenlandse Handel en Ontwikkelings- samenwerking            |                                      | Rutte IV         |
|                                                                       | M.H. (Melanie) Schultz van Haegen      | drs. M.H. (Melanie) Schultz van Haegen (1970)          | Staatssecretaris van Verkeer en Waterstaat                                  | 22 juli 2002 – 22 februari 2007      | Balkenende I     |
| Balkenende II                                                         | M.H. (Melanie) Schultz van Haegen      | drs. M.H. (Melanie) Schultz van Haegen (1970)          | Staatssecretaris van Verkeer en Waterstaat                                  | 22 juli 2002 – 22 februari 2007      |                  |
| Balkenende III                                                        | M.H. (Melanie) Schultz van Haegen      | drs. M.H. (Melanie) Schultz van Haegen (1970)          | Staatssecretaris van Verkeer en Waterstaat                                  | 22 juli 2002 – 22 februari 2007      |                  |
| Minister van Infrastructuur en Milieu                                 | M.H. (Melanie) Schultz van Haegen      | drs. M.H. (Melanie) Schultz van Haegen (1970)          | 14 oktober 2010 – 26 oktober 2017                                           | Rutte I                              |                  |
| Minister van Infrastructuur en Milieu                                 | M.H. (Melanie) Schultz van Haegen      | drs. M.H. (Melanie) Schultz van Haegen (1970)          | 14 oktober 2010 – 26 oktober 2017                                           | Rutte II                             |                  |
|                                                                       | N. (Neelie) Smit-Kroes                 | drs. N. (Neelie) Smit-Kroes (1941)                     | Staatssecretaris van Verkeer en Waterstaat                                  | 28 december 1977 – 11 september 1981 | Van Agt I        |
| Minister van Verkeer en Waterstaat                                    | N. (Neelie) Smit-Kroes                 | drs. N. (Neelie) Smit-Kroes (1941)                     | 4 november 1982 – 7 november 1989                                           | Lubbers I                            |                  |
| Minister van Verkeer en Waterstaat                                    | N. (Neelie) Smit-Kroes                 | drs. N. (Neelie) Smit-Kroes (1941)                     | 4 november 1982 – 7 november 1989                                           | Lubbers II                           |                  |
|                                                                       | E.G. (Eddie) Stijkel                   | E.G. (Eddie) Stijkel (1918–1983)                       | Staatssecretaris van Verkeer en Waterstaat                                  | 15 oktober 1959 – 24 juli 1963       | De Quay          |
|                                                                       | D.U. (Dirk) Stikker                    | mr. D.U. (Dirk) Stikker (1897–1979)                    | Minister van Buitenlandse Zaken                                             | 7 augustus 1948 – 2 september 1952   | Drees-Van Schaik |
| Drees I                                                               | D.U. (Dirk) Stikker                    | mr. D.U. (Dirk) Stikker (1897–1979)                    | Minister van Buitenlandse Zaken                                             | 7 augustus 1948 – 2 september 1952   |                  |
|                                                                       | G.A. (Ard) van der Steur               | mr. G.A. (Ard) van der Steur (1969)                    | Minister van Veiligheid en Justitie                                         | 20 maart 2015 – 27 januari 2017      | Rutte II         |
|                                                                       | F. (Fred) Teeven                       | mr. F. (Fred) Teeven (1958)                            | Staatssecretaris van Veiligheid en Justitie                                 | 14 oktober 2010 – 10 maart 2015      | Rutte I          |
| Rutte II                                                              | F. (Fred) Teeven                       | mr. F. (Fred) Teeven (1958)                            | Staatssecretaris van Veiligheid en Justitie                                 | 14 oktober 2010 – 10 maart 2015      |                  |
|                                                                       | E.G. (Erica) Terpstra                  | E.G. (Erica) Terpstra (1943)                           | Staatssecretaris van Volksgezondheid, Welzijn en Sport                      | 22 augustus 1994 – 3 augustus 1998   | Kok I            |
|                                                                       | W. (Willem) den Toom                   | W. (Willem) den Toom (1911–1998)                       | Staatssecretaris van Defensie                                               | 25 november 1963 – 14 april 1965     | Marijnen         |
| Minister van Defensie                                                 | W. (Willem) den Toom                   | W. (Willem) den Toom (1911–1998)                       | 5 april 1967 – 6 juli 1971                                                  | De Jong                              |                  |
|                                                                       | E.H. (Edzo) Toxopeus                   | mr. E.H. (Edzo) Toxopeus (1918–2009)                   | Minister van Binnenlandse Zaken                                             | 19 mei 1959 – 14 april 1965          | De Quay          |
| Marijnen                                                              | E.H. (Edzo) Toxopeus                   | mr. E.H. (Edzo) Toxopeus (1918–2009)                   | Minister van Binnenlandse Zaken                                             | 19 mei 1959 – 14 april 1965          |                  |
|                                                                       | D.S. (Dany) Tuijnman                   | ir. D.S. (Dany) Tuijnman (1915–1992)                   | Minister van Verkeer en Waterstaat                                          | 19 december 1977 – 11 september 1981 | Van Agt I        |
|                                                                       | E. (Els) Veder-Smit                    | mr. E. (Els) Veder- Smit (1921–2020)                   | Staatssecretaris van Volksgezondheid en Milieuhygiëne                       | 3 januari 1978 – 11 september 1981   | Van Agt I        |
|                                                                       | M.C.F. (Rita) Verdonk                  | drs. M.C.F. (Rita) Verdonk (1955)                      | Minister voor Vreemdelingenzaken en Integratie                              | 27 mei 2003 – 13 december 2006       | Balkenende II    |
| Balkenende III                                                        | M.C.F. (Rita) Verdonk                  | drs. M.C.F. (Rita) Verdonk (1955)                      | Minister voor Vreemdelingenzaken en Integratie                              | 27 mei 2003 – 13 december 2006       |                  |
| Minister voor Integratie, Jeugdbescherming, Preventie en Reclassering | M.C.F. (Rita) Verdonk                  | drs. M.C.F. (Rita) Verdonk (1955)                      | 13 december 2006 – 22 februari 2007                                         |                                      |                  |
|                                                                       | B. (Barbara) Visser                    | drs. B. (Barbara) Visser (1977)                        | Staatssecretaris van Defensie                                               | 26 oktober 2017 – 31 augustus 2021   | Rutte III        |
| Minister van Infrastructuur en Waterstaat                             | B. (Barbara) Visser                    | drs. B. (Barbara) Visser (1977)                        | 31 augustus 2021 – 10 januari 2022                                          |                                      | Rutte III        |
|                                                                       | S.H. (Sim) Visser                      | ir. S.H. (Sim) Visser (1908–1983)                      | Minister van Defensie                                                       | 4 september 1959 – 24 juli 1963      | De Quay          |
|                                                                       | H.J.L. (Henk) Vonhoff                  | H.J.L. (Henk) Vonhoff (1931–2010)                      | Staatssecretaris van Cultuur, Recreatie en Maatschappelijk Werk             | 28 juli 1971 – 23 april 1973         | Biesheuvel I     |
| Biesheuvel II                                                         | H.J.L. (Henk) Vonhoff                  | H.J.L. (Henk) Vonhoff (1931–2010)                      | Staatssecretaris van Cultuur, Recreatie en Maatschappelijk Werk             | 28 juli 1971 – 23 april 1973         |                  |
|                                                                       | J.J.C. (Joris) Voorhoeve               | dr.ir. J.J.C. (Joris) Voorhoeve (1945)                 | Minister van Defensie                                                       | 22 augustus 1994 – 3 augustus 1998   | Kok I            |
| Minister voor Nederlandse Antillen en Aruba                           | J.J.C. (Joris) Voorhoeve               | dr.ir. J.J.C. (Joris) Voorhoeve (1945)                 |                                                                             | 22 augustus 1994 – 3 augustus 1998   | Kok I            |
|                                                                       | A. (Aukje) de Vries                    | A. (Aukje) de Vries (1964)                             | Staatssecretaris van Financiën                                              | 10 januari 2022 – 2 juli 2024        | Rutte IV         |
|                                                                       | G.M. (Gijs) de Vries                   | drs. G.M. (Gijs) de Vries (1956)                       | Staatssecretaris van Binnenlandse Zaken en Koninkrijksrelaties              | 3 augustus 1998 – 22 juli 2002       | Kok II           |
|                                                                       | J.M. (Monique) de Vries                | drs. J.M. (Monique) de Vries (1947)                    | Staatssecretaris van Verkeer en Waterstaat                                  | 3 augustus 1998 – 22 juli 2002       | Kok II           |
|                                                                       | G.Ch. (Gerard) Wallis de Vries         | G.Ch. (Gerard) Wallis de Vries (1936–2018)             | Staatssecretaris van Cultuur, Recreatie en Maatschappelijk Werk             | 4 januari 1978 – 11 september 1981   | Van Agt I        |
|                                                                       | Ch. (Christianne) van der Wal          | Ch. (Christianne) van der Wal (1973)                   | Minister voor Natuur en Stikstof                                            | 10 januari 2022 – 2 juli 2024        | Rutte IV         |
|                                                                       | D.M. (David) van Weel                  | D.M. (David) van Weel (1976)                           | Minister van Justitie en Veiligheid                                         | 2 juli 2024 – heden                  | Schoof           |
|                                                                       | F.H.H. (Frans) Weekers                 | mr.drs. F.H.H. (Frans) Weekers (1967)                  | Staatssecretaris van Financiën                                              | 14 oktober 2010 – 30 januari 2014    | Rutte I          |
| Rutte II                                                              | F.H.H. (Frans) Weekers                 | mr.drs. F.H.H. (Frans) Weekers (1967)                  | Staatssecretaris van Financiën                                              | 14 oktober 2010 – 30 januari 2014    |                  |
|                                                                       | E.D. (Eric) Wiebes                     | ir. E.D. (Eric) Wiebes (1963)                          | Staatssecretaris van Financiën                                              | 4 februari 2014 – 26 oktober 2017    | Rutte II         |
| Minister van Economische Zaken en Klimaat                             | E.D. (Eric) Wiebes                     | ir. E.D. (Eric) Wiebes (1963)                          | 26 oktober 2017 – 15 januari 2021                                           | Rutte III                            |                  |
|                                                                       | H. (Hans) Wiegel                       | H. (Hans) Wiegel (1941–2025)                           | Minister van Binnenlandse Zaken                                             | 19 december 1977 – 11 september 1981 | Van Agt I        |
| Vicepremier                                                           | H. (Hans) Wiegel                       | H. (Hans) Wiegel (1941–2025)                           |                                                                             | 19 december 1977 – 11 september 1981 | Van Agt I        |
|                                                                       | D. (Dennis) Wiersma                    | drs. D. (Dennis) Wiersma (1986)                        | Staatssecretaris van Sociale Zaken en Werkgelegenheid                       | 10 augustus 2021 – 10 januari 2022   | Rutte III        |
| Minister voor Primair- en Voortgezet Onderwijs                        | D. (Dennis) Wiersma                    | drs. D. (Dennis) Wiersma (1986)                        | 10 januari 2022 – 22 juni 2023                                              | Rutte IV                             |                  |
|                                                                       | K. (Klaas) Wiersma                     | mr.dr. K. (Klaas) Wiersma (1917–1993)                  | Staatssecretaris van Justitie                                               | 20 april 1970 – 6 juli 1971          | De Jong          |
|                                                                       | P. (Pieter) Winsemius                  | dr. P. (Pieter) Winsemius (1942)                       | Minister van Volkshuisvesting, Ruimtelijke Ordening en Milieubeheer         | 4 november 1982 – 14 juli 1986       | Lubbers I        |
| 26 september 2006 – 22 februari 2007                                  | P. (Pieter) Winsemius                  | dr. P. (Pieter) Winsemius (1942)                       | Minister van Volkshuisvesting, Ruimtelijke Ordening en Milieubeheer         | Balkenende III                       |                  |
|                                                                       | H.J. (Johan) Witteveen                 | dr. H.J. (Johan) Witteveen (1921–2019)                 | Minister van Financiën                                                      | 24 juli 1963 – 14 april 1965         | Marijnen         |
| 5 april 1967 – 6 juli 1971                                            | H.J. (Johan) Witteveen                 | dr. H.J. (Johan) Witteveen (1921–2019)                 | Minister van Financiën                                                      | De Jong                              |                  |
| 5 april 1967 – 6 juli 1971                                            | H.J. (Johan) Witteveen                 | dr. H.J. (Johan) Witteveen (1921–2019)                 | Vicepremier                                                                 | De Jong                              |                  |
|                                                                       | B. (Bas) van 't Wout                   | B. (Bas) van 't Wout (1979)                            | Staatssecretaris van Sociale Zaken en Werkgelegenheid                       | 9 juli 2020 – 15 januari 2021        | Rutte III        |
| Minister van Economische Zaken en Klimaat                             | B. (Bas) van 't Wout                   | B. (Bas) van 't Wout (1979)                            | 15 januari 2021 – 25 mei 2021                                               |                                      | Rutte III        |
|                                                                       | D. (Dilan) Yeşilgöz-Zegerius           | drs. D. (Dilan) Yesilgöz- Zegerius (1977)              | Staatssecretaris van Economische Zaken en Klimaat                           | 25 mei 2021 – 10 januari 2022        | Rutte III        |
| Minister van Justitie en Veiligheid                                   | D. (Dilan) Yeşilgöz-Zegerius           | drs. D. (Dilan) Yesilgöz- Zegerius (1977)              | 10 januari 2022 – 2 juli 2024                                               | Rutte IV                             |                  |
|                                                                       | G. (Gerrit) Zalm                       | drs. G. (Gerrit) Zalm (1952)                           | Minister van Financiën                                                      | 22 augustus 1994 – 22 juli 2002      | Kok I            |
| Kok II                                                                | G. (Gerrit) Zalm                       | drs. G. (Gerrit) Zalm (1952)                           | Minister van Financiën                                                      | 22 augustus 1994 – 22 juli 2002      |                  |
| 27 mei 2003 – 22 februari 2007                                        | G. (Gerrit) Zalm                       | drs. G. (Gerrit) Zalm (1952)                           | Minister van Financiën                                                      | Balkenende II                        |                  |
| 27 mei 2003 – 22 februari 2007                                        | G. (Gerrit) Zalm                       | drs. G. (Gerrit) Zalm (1952)                           | Minister van Financiën                                                      | Balkenende III                       |                  |
| Vicepremier                                                           | G. (Gerrit) Zalm                       | drs. G. (Gerrit) Zalm (1952)                           | 27 mei 2003 – 22 februari 2007                                              | Balkenende II                        |                  |
| Vicepremier                                                           | G. (Gerrit) Zalm                       | drs. G. (Gerrit) Zalm (1952)                           | 27 mei 2003 – 22 februari 2007                                              | Balkenende III                       |                  |
|                                                                       | H. (Halbe) Zijlstra                    | drs. H. (Halbe) Zijlstra (1969)                        | Staatssecretaris van Onderwijs, Cultuur en Wetenschap                       | 14 oktober 2010 – 5 november 2012    | Rutte I          |
| Minister van Buitenlandse Zaken                                       | H. (Halbe) Zijlstra                    | drs. H. (Halbe) Zijlstra (1969)                        | 26 oktober 2017 – 13 februari 2018                                          | Rutte III                            |                  |